# Scovilleskalan

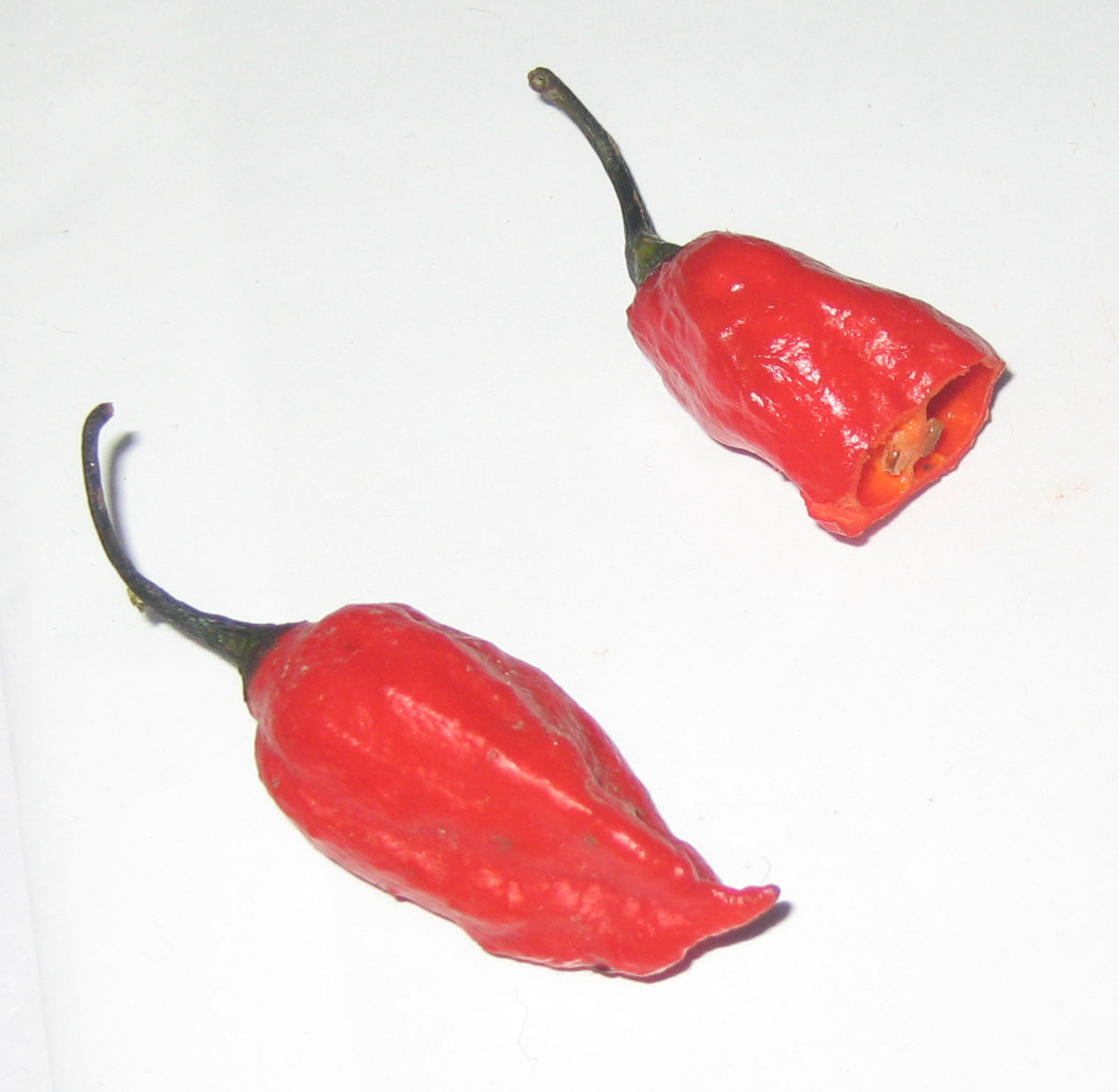
Naga Jolokia (naga morich, bhut jolokia), en indisk chili som testats upp till 1 040 000 SHU.

Scovilleskalan är en skala med enheten 1 scovillegrad, eller SHU (Scoville Heat Unit). Skalan uppfanns av Wilbur Scoville 1912, och graderar upplevd hetta hos födoämnen, orsakad av förekomsten av kapsaicin, framför allt i chilipeppar.

## Definitioner
Wilbur Scoville baserade sin skala på den maximala utspädningen av en substans där hettan ändå kunde förnimmas på tungan. Exempelvis kunde en milliliter puré av en av de hetaste pepparfrukterna, habaneron, förnimmas utspädd med 300 liter vatten. Detta volymförhållande på 1 del på 300 000 kvantifierade Scoville till en hetta på 300 000 SHU. Med hjälp av modern teknik kan man mäta mängden kapsaicin direkt i laboratorium. Koncentrationen uttryckt i ppm multipliceras med 16 för att formuleras med Scoville Heat Units.
Paprika ligger på mellan noll och 100 scovillegrader och jalapeño på 2 500–8 000. Rent capsaicin har en styrka på 16 miljoner scovillegrader. Den starkaste chilifrukten är sedan 2023 enligt Guinness World Records Pepper X, vars styrka uppmätts till i medeltal 2 693 000 scovillegrader.

## Scoville-tabell
| Scovillegrader      | Typ av chili                                             |
| ------------------- | -------------------------------------------------------- |
| 15 000 000–16 000   | Ren capsaicin                                            |
| 9 100 000           | Nordihydrocapsaicin                                      |
| 6 400 000           | Psycho Serum                                             |
| 2 000 000–5 300 000 | Vanlig pepparspray                                       |
| 2 693 000           | Pepper X                                                 |
| 1 569 300–2 200 000 | Carolina Reaper                                          |
| 1 463 700           | Trinidad Scorpion "Butch T"                              |
| 855 000–1 041 427   | Naga Jolokia, Bhut jolokia                               |
| 350 000–577 000     | Red Savina Habanero                                      |
| 100 000–350 000     | Habanero                                                 |
| 100 000–200 000     | Rokotopeppar                                             |
| 50 000–175 000      | Piri-piri                                                |
| 50 000–100 000      | Thai, Malagueta, Chiltepin                               |
| 30 000–50 000       | Cayennepeppar, Bärpeppar, Tabasco, Tabascosås (scorpion) |
| 10 000–23 000       | Serrano                                                  |
| 7 000–8 000         | Tabascosås (habanero)                                    |
| 5 000–10 000        | Wax Pepper                                               |
| 2 500–8 000         | Jalapeño                                                 |
| 2 500–5 000         | Sriracha, Tabascosås (vanlig)                            |
| 1 500–2 500         | Rocotillo                                                |
| 1 000–1 500         | Poblano, Texas Pete                                      |
| 600–800             | Tabascosås (grön)                                        |
| 500–1 000           | Anaheim                                                  |
| 100–500             | Pimiento, Peperoni                                       |
| 0 (Ingen hetta)     | Paprika                                                  |